# Bazicourt
Bazicourt – miejscowość i gmina we Francji, w regionie Hauts-de-France, w departamencie Oise.
Według danych na rok 1990 gminę zamieszkiwało 310 osób, a gęstość zaludnienia wynosiła 81 osób/km² (wśród 2293 gmin Pikardii Bazicourt plasuje się na 690. miejscu pod względem liczby ludności, natomiast pod względem powierzchni na miejscu 983.).